# Andreas
Andreas je moško osebno ime.

## Izvor imena
V Sloveniji je ime Andreas je različica moškega osebnega imena Andrej.

## Pogostost imena
Po podatkih Statističnega urada Republike Slovenije je bilo na dan 31. decembra 2007 v Sloveniji število moških oseb z imenom Andreas: 109.

## Osebni praznik
Osebe z imenom Andreas lahko godujejo takrat kot osebe z imenom Andrej.